# Zaplemnienie
Zaplemnienie (zaplemniczenie) – wprowadzenie plemników do cyklu rozrodczego, zarówno u roślin, jak i zwierząt. Zaplemnienie nie jest równoważne zapłodnieniu.
U ludzi i większości pozostałych ssaków jest to wprowadzenie spermy z plemnikami do dróg rodnych samicy (bez względu na to, czy dokonane naturalnie, czy metodami sztucznymi). U innych zwierząt zaplemnienie może mieć postać polewania ikry mleczkiem, pobierania mleczka do jamy ustnej wypełnionej jajami, zetknięcie się otworów stekowych samca i samicy itp. U niektórych gatunków ryb zaplemnienie polega na wniknięciu plemnika do jaja, lecz efektem tego nie jest zapłodnienie (zlanie się chromatyny jaja i plemnika). W tym wypadku samo wniknięcie plemnika do jaja aktywuje proces powstawania zarodka. Zaplemnienie występuje u ryb których jaja są di- lub poliploidalne.
U roślin zaplemnienie jest skutkiem zapylenia. 

Przeczytaj ostrzeżenie dotyczące informacji medycznych i pokrewnych zamieszczonych w Wikipedii.